# مشروع تدريب الشباب
إن مشروع تدريب الشباب (YTS) كان الاسم السابق في المملكة المتحدة لدورات التدريب أثناء العمل للمتسربين من المدارس وتتراوح أعمارهم بين 16 و17 عامًا, وكانت مفوضية خدمات القوة العاملة هي المنوطة بإدارة هذا المشروع. ولقد تم وضع ملامح المشروع عام 1980 في الورقة البيضاء مبادرة التدريب الجديدة: برنامج من أجل العمل, ولقد بدأ تنفيذ المشروع عام 1983, وحل محل برنامج فرص الشباب, الذي وضعته حكومة مارغريت ثاتشر. لقد استمر المشروع في البداية لمدة عام واحد، ثم تم تعديله عام 1986 ليمتد لعام ثانٍ. ولقد شجعت أحداث شغب إنجلترا عام 1981 على القيام بذلك، فقد ألقت الضوء الشديد على نتائج ترك أعداد هائلة من الشباب غير الموهوبين العاطلين للبحث عن حلول لمشاكلهم من تلقاء أنفسهم.
يَعد مشروع تدريب الشباب المتقدمين إليه بتقديم الدورات التدريبية والاستفادة من العديد من مواقع التدريب المختلفة مثل الشركات وكليات التعليم التكميلي أو ورش العمل التدريبية التي تنظمها المؤسسات التطوعية. ونظرًا لأن مكان التدريب تضمنه الحكومة، ومن المفترض أن يتقاضى المتدربون المال مقابل حضورهم الدورات التدريبية، فقد كانت تسقط أهلية الحصول على تعويضات البطالة من الضمان الاجتماعي.
كانت المؤسسات المعتمدة ملزمة بتقديم 13 أسبوعًا سنويًا على الأقل من التدريبات خارج العمل وتضم تلك التدريبات المهارات الحياتية والاجتماعية. وفي نهاية فترة التدريب يتم إصدار شهادة قياسية.
في عام 1989 تم إعادة تسمية مشروع تدريب الشباب ليصبح تدريب الشباب وخصع لإدارة مجلس التدريب والمشروعات المحلي. ويمكن تصنيف المتدربين في هذه المشروعات تحت فئة المتدربين أو الموظفين. ويكمن الفارق بين الفئتين فيما إذا كان المتدرب موظفًا لدى أحد أصحاب الأعمال ويحصل على التدريب بما يتوافق مع احتياجات الشركة أو إذا كان المتدرب يتدرب من خلال مؤسسة التدريب لدى أصحاب الأعمال باعتبار تلك الأماكن محل التدريب. وفي الغالب يقوم صاحب العمل بتحسين بدل التدريب الذي يحصل عليه المتدربون من فئة الموظفين.

## النقد
واجه مشروع تدريب الشباب انتقادات سياسية واجتماعية منذ لحظة انطلاقه. وادّعى المنتقدون أن هذا المشروع يُمكن أصحاب الأعمال من استغلال المتسربين من المدارس لأنهم عمالة رخيصة، كما أنهم يقدمون دليلاً بسيطًا على سيرهم في طريق التعليم الأصلي. وكان رد الحكومة على ذلك أن المشروع يعد وسيلة فعالة لمواجهة انهيار التعليم المهني ويميز ارتفاع معدل بطالة الشباب التي بدأت في أوائل الثمانينيات من القرن العشرين.